# World Series of Poker 1981
Die World Series of Poker 1981 war die zwölfte Austragung der Poker-Weltmeisterschaft und fand vom 7. bis 24. Mai 1981 im Binion’s Horseshoe in Las Vegas statt.

## Turniere

### Turnierplan

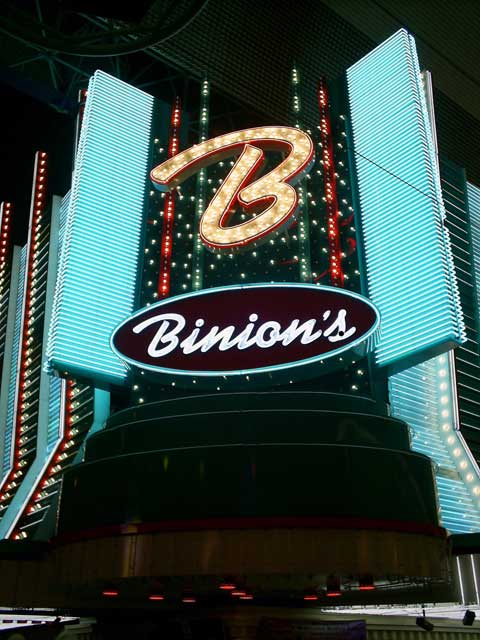
Das Binion’s Horseshoe in Las Vegas

Im Falle eines mehrfachen Braceletgewinners gibt die Zahl hinter dem Spielernamen an, das wievielte Bracelet in diesem Turnier gewonnen wurde.
| #  | Buy-in (in $) | Turnier                                          | Turnierbeginn | Teilnehmer | Sieger           | Sieger           | Herkunft           | Herkunft           | Preisgeld (in $) |
| -- | ------------- | ------------------------------------------------ | ------------- | ---------- | ---------------- | ---------------- | ------------------ | ------------------ | ---------------- |
| 1  | 01.000        | Limit Draw High                                  | 7. Mai 1981   | 036        | Ed Barmach       | Ed Barmach       | Vereinigte Staaten | Vereinigte Staaten | 018.000          |
| 2  | 00.600        | Mixed Doubles Limit Seven Card Stud              | 8. Mai 1981   | 052        | Frank Cardone    | Juanda Matthews  | Vereinigte Staaten | Vereinigte Staaten | 015.600          |
| 3  | 01.500        | No-Limit Hold’em Non-Pro                         | 9. Mai 1981   | 128        | Fred David       | Fred David       | Vereinigte Staaten | Vereinigte Staaten | 096.000          |
| 4  | 01.000        | Limit Seven Card Stud                            | 10. Mai 1981  | 104        | Michael Gamerman | Michael Gamerman | Vereinigte Staaten | Vereinigte Staaten | 052.000          |
| 5  | 00.400        | Ladies Limit Seven Card Stud                     | 11. Mai 1981  | 088        | Ruth Godfrey     | Ruth Godfrey     | Vereinigte Staaten | Vereinigte Staaten | 017.600          |
| 6  | 01.000        | Limit Razz                                       | 12. Mai 1981  | 069        | Bruce Hershenson | Bruce Hershenson | Vereinigte Staaten | Vereinigte Staaten | 034.500          |
| 7  | 01.000        | Limit Seven Card Stud Hi-Lo                      | 13. Mai 1981  | 067        | Johnny Moss (8)  | Johnny Moss (8)  | Vereinigte Staaten | Vereinigte Staaten | 033.500          |
| 8  | 05.000        | Limit Seven Card Stud                            | 14. Mai 1981  | 027        | A. J. Myers (2)  | A. J. Myers (2)  | Vereinigte Staaten | Vereinigte Staaten | 067.500          |
| 9  | 02.500        | No Limit A-5 Draw Lowball                        | 15. Mai 1981  | 037        | Michael Perry    | Michael Perry    | Vereinigte Staaten | Vereinigte Staaten | 046.250          |
| 10 | 01.000        | No-Limit Hold’em                                 | 16. Mai 1981  | 162        | Dody Roach       | Dody Roach       | Vereinigte Staaten | Vereinigte Staaten | 081.000          |
| 11 | 01.000        | Limit A-5 Lowball Draw                           | 17. Mai 1981  | 088        | Glen Rodgers     | Glen Rodgers     | Vereinigte Staaten | Vereinigte Staaten | 044.000          |
| 12 | 10.000        | No-Limit 2-7 Draw Lowball                        | 18. Mai 1981  | 019        | Stu Ungar (2)    | Stu Ungar (2)    | Vereinigte Staaten | Vereinigte Staaten | 095.000          |
| 13 | 10.000        | No Limit Hold’em Main Event – World Championship | 19. Mai 1981  | 075        | Stu Ungar (3)    | Stu Ungar (3)    | Vereinigte Staaten | Vereinigte Staaten | 375.000          |

### Main Event
Der Finaltisch wurde am 24. Mai 1981 ausgespielt. In der finalen Hand gewann Ungar mit A♥ Q♥ gegen Green mit 10♠ 9♦.
| Platz | Herkunft           | Spieler       | Preisgeld (in $) |
| ----- | ------------------ | ------------- | ---------------- |
| 1     | Vereinigte Staaten | Stu Ungar     | 375.000          |
| 2     | Vereinigte Staaten | Perry Green   | 150.000          |
| 3     | Vereinigte Staaten | Gene Fisher   | 075.000          |
| 4     | Vereinigte Staaten | Ken Smith     | 037.500          |
| 5     | Vereinigte Staaten | Bill Smith    | 037.500          |
| 6     | Vereinigte Staaten | Jay Heimowitz | 030.000          |